# Jo Sung-hee
Jo Sung-hee (* 1979) ist ein südkoreanischer Filmregisseur.

## Leben
Jo Sung-hee studierte an der Korean Academy of Film Arts. 2010 wurde sein Abschlussfilm End of Animal, mit Lee Min-ji und Park Hae-il in den Hauptrollen, veröffentlicht. Dieser erhielt großen Kritikerzuspruch in Südkorea und international während seines Festspielelaufs. In Deutschland wird der Film von Rapid Eye Movies vertrieben.
2012 veröffentlichte Jo mit A Werewolf Boy seinen ersten kommerziellen Film, eine Fantasy-Romanze mit Song Joong-ki und Park Bo-young. Der Film spielt in einer Kleinstadt im Korea der 1960er, in der ein junges Mädchen einen animalischen jungen findet, der weder lesen noch sprechen kann. Sie lehrt ihm menschliches Verhalten. Der Film feierte seine Weltpremiere auf dem Toronto International Film Festival und erreichte mehr als sieben Millionen Kinobesucher in Südkorea. Jo wurde mit dem Baeksang Arts Award als bester neuer Regisseur ausgezeichnet.
2015 veröffentlichte Jo den Genremix Phantom Detective. Im Februar 2021 soll mit Space Sweepers die erste südkoreanische Space Opera erscheinen, mit Song Joong-ki und Kim Tae-ri in den Hauptrollen.

## Filmografie
- 2009: Members of the Funeral (장례식의 멤버)
- 2009: Don’t Step Out of the House (남매의 집 Nammae-ui Jip)
- 2010: Sasageongeon (사사건건, Episodenfilm)
- 2010: End of Animal (짐승의 끝 Jimseung-ui Kkeut)
- 2012: A Werewolf Boy (늑대소년 Neukdaesonyeon)
- 2015: Phantom Detective (탐정 홍길동: 사라진 마을)